# رالف غوميز
رالف غوميز (بالإنجليزية: Ralph Gomes)‏ هو منافس ألعاب قوى غياني، ولد في 13 يونيو 1937.

## وصلات خارجية
- رالف غوميز على موقع أوليمبيديا (الإنجليزية)